# Rouvroy (Aisne)
Rouvroy è un comune francese di 413 abitanti situato nel dipartimento dell'Aisne della regione dell'Alta Francia. Questo comune è famoso per avere al suo interno uno stabilimento di MBK Europe.

## Società

### Evoluzione demografica
Abitanti censiti